# Новогригорьевка (Оренбургская область)
Новогригорьевка — посёлок в Акбулакском районе Оренбургской области России. Административный центр Новогригорьевского сельсовета.

## География
Посёлок находится в южной части Оренбургской области, в подзоне южных сухих степей, на расстоянии примерно 29 километров (по прямой) к северо-востоку от посёлка Акбулак, административного центра района. Абсолютная высота — 181 метр над уровнем моря.
Климат
Климат характеризуется как сухой континентальный с морозной зимой и жарким летом. Средняя температура воздуха самого тёплого месяца (июля) — 20 — 25 °C; самого холодного (января) — −15 — −20 °C. Среднегодовое количество атмосферных осадков составляет 250—280 мм. Снежный покров держится в среднем около 139—140 дней в году.
Часовой пояс
Посёлок Новогригорьевка, как и вся Оренбургская область, находится в часовой зоне МСК+2. Смещение применяемого времени относительно UTC составляет +5:00.

## Население
| 2010 |
| ---- |
| 524  |

Гендерный состав
По данным Всероссийской переписи населения 2010 года в гендерной структуре населения мужчины составляли 46,6 %, женщины — соответственно 53,7 %.
Национальный состав
Согласно результатам переписи 2002 года, в национальной структуре населения русские составляли 48 % из 633 чел., казахи — 36 %.

## Инфраструктура
Действуют школа, детский сад, фельдшерско-акушерский пункт, дом культуры и библиотека.

## Улицы
Уличная сеть посёлка состоит из шести улиц и трёх переулков.